# Papaipema duplicatus
Papaipema duplicatus là một loài bướm đêm trong họ Noctuidae.